# William Jennings Bryan
William Jennings Bryan (19. března 1860, Salem, Illinois, USA – 26. července 1925, Dayton, Tennessee, USA) byl americký právník a politik, který byl v letech 1896, 1900 a 1908 kandidátem Demokratické strany na prezidenta Spojených států. Byl 41. ministrem zahraničních věcí za prezidenta Woodrowa Wilsona.

## Život
Pro svůj hluboký, autoritativní hlas byl jedním z nejznámějších řečníků své doby. Byl oddaným presbyteriánem, podporovatelem populární demokracie, kritik bank a železnic, vůdce hnutí silveritánů v 90. letech 19. století, vedoucí postava Demokratické strany, obhájce míru, prohibicionista, odpůrce sociálního darwinismu a jeden z nejvýznamnějších vůdců populismu koncem 19. a počátkem 20. století. Díky své víře v moudrost obyčejných lidí byl nazýván „Velký muž z lidu“.
V intenzivně vedeném boji ve volbách v letech 1896 a 1900 prohrál s Williamem McKinleym, ale ponechal si kontrolu nad Demokratickou stranou. V kampani roku 1896 absolvoval 500 veřejných projevů a tak zavedl volební turné amerických prezidentských kandidátů. Ve svých třech účastech v prezidentských volbách podporoval v roce 1896 Svobodné stříbro, v roce 1900 antiimperialismus a v roce 1908 trust, odvolávaje se na Demokraty v případech, kdy jsou korporace chráněny. Chtěl obnovit státní práva bojovat proti trustům a velkým bankám, chopil se populistických myšlenek. V roce 1913 ho prezident Woodrow Wilson jmenoval ministrem zahraničí, ale ostrá Wilsonova reakce na potopení Lusitánie v roce 1915 přiměla Bryana jako rozhodného pacifistu na protest odstoupit.
Ve 20. letech byl silným podporovatelem prohibice, ale nejznámějším je asi pro svoje křížové tažení proti darwinismu, jež vyvrcholilo v tzv. Opičím procesu v roce 1925. Pět dní poté, co byl případ uzavřen, Bryan ve spánku zemřel. Pohřben je na Arlingtonském národním hřbitově.